# Eksurbanizacja

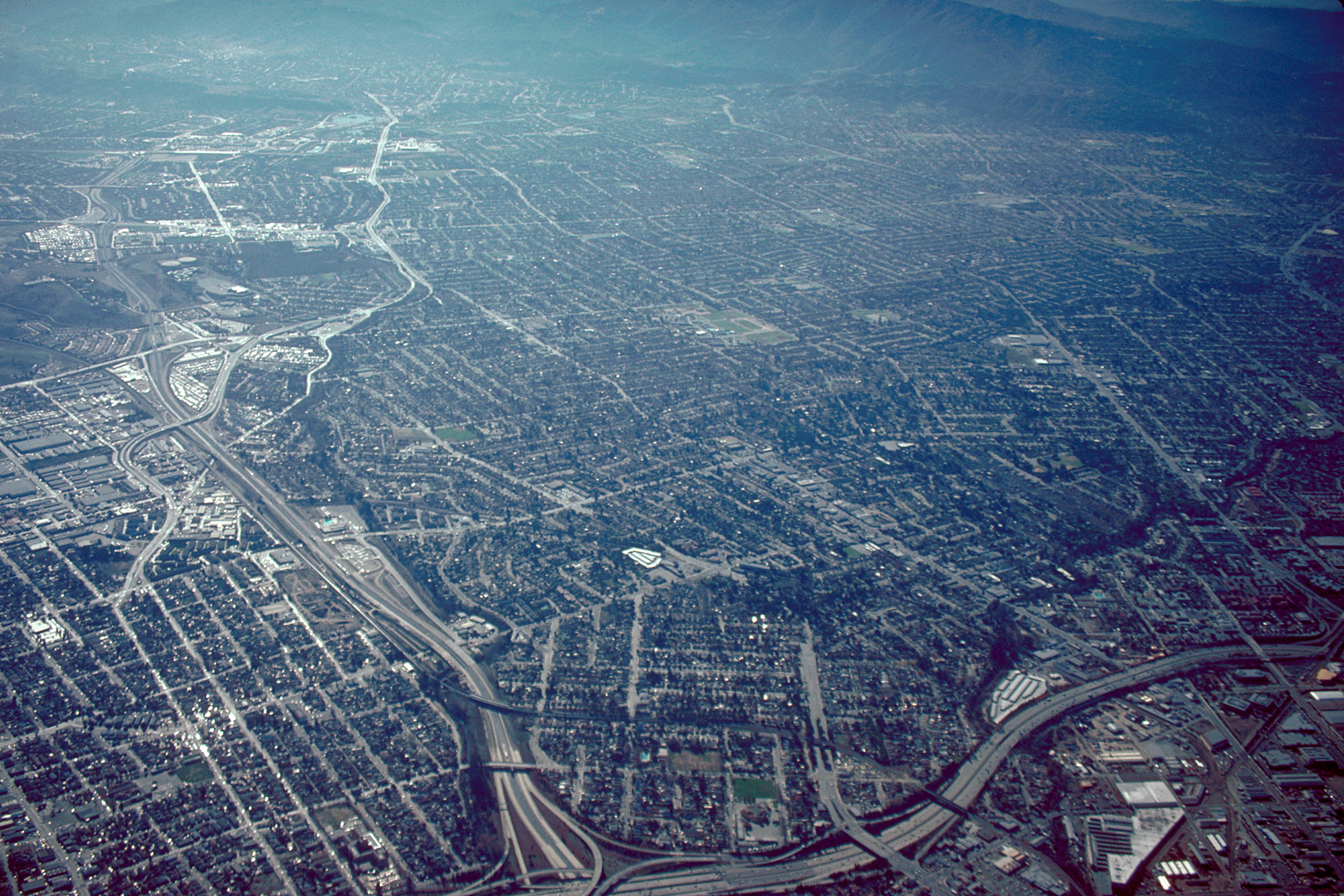
Eksurbanizacja San Jose w Kalifornii

Eksurbanizacja, rozlewanie się miast (ang. urban sprawl) – proces poszerzania się miejskich terytoriów na obszary o mniej intensywnej urbanizacji, takich jak przedmieścia i obszary wiejskie („rurbanizacja”), wynikający z rosnącego zaludnienia. W odróżnieniu od planowej suburbanizacji, jest procesem niekontrolowanym, wynikającym z popytu na nowe budownictwo i szkodzących środowisku naturalnemu praktyk deweloperskich. Towarzyszy mu dezindustrializacja oraz degradacja centrów miejskich.

## Charakterystyka osiedli powstałych w wyniku eksurbanizacji
Pod względem kompozycji są to osiedla składające się z powtarzalnych elementów, izolowane od innych skupisk zabudowy, mające postać pasów rozciągających się do kilkudziesięciu kilometrów od centralnej części aglomeracji, o mniejszej gęstości niż w przypadku planowanych przedmieść, z szerokimi alejami bez chodników kończącymi się pętlicami w komunikacji wewnętrznej. Konkretne sektory tej zabudowy są homogeniczne pod względem statusu mieszkańców. Przeważają domy jednorodzinne o różnej wielkości działek i ich wyposażeniu. Usługi skoncentrowane są w odległości wymagającej użycia samochodu, aby z nich korzystać, a jednocześnie wraz z przestrzenią mieszkalną „wdzierają się” w miejsca cenne dla krajobrazu przyrodniczego.

## Fazy eksurbanizacji

### Pierwsza faza
Początki tego procesu mają miejsce w II połowie XIX wieku wraz z rozwojem transportu szynowego, który  umożliwił zmniejszenie kosztów transportu do poziomu pozwalającego na migrację z centrum miasta na lokalizacje podmiejskie o niższej cenie gruntów. W latach 1850–1920 powstały pierwsze przedmieścia narosłe wokół systemów komunikacji szynowej. Liczyły one najczęściej 5-6 tysięcy mieszkańców i były naturalnie ograniczone odległością od stacji kolejowej, pokonywaną najczęściej pieszo. W Polsce przykładem tej fazy jest „worek” urbanizacji narosły wzdłuż linii Kolei Warszawsko-Wiedeńskiej (ciąg miast satelickich wzdłuż linii kolejowej Warszawa Gł. – Grodzisk Mazowiecki).

### Druga faza
Druga faza eksurbanizacji związana z erą samochodu osobowego zapoczątkowana została najszybciej w USA (lata 20. XX wieku). W Europie rozwinęła się w szczególności w latach 60. we Francji. Do Polski ta faza dotarła dopiero w latach 90. XX wieku i spowodowała niekontrolowany rozrost przestrzenny miast i rozwój stref podmiejskich, czemu towarzyszył silny spadek ludności centrów polskich miast i migrację na tereny podmiejskie. Wraz z nadejściem ery samochodu, przedmieścia oderwały się od sieci transportu szynowego i zaczęły rozwijać się dla samochodu, tracąc naturalne ograniczenie w postaci ludzkiej skali i dystansów dostosowanych dla transportu pieszego. Gdy samochód zaczął stawać się substytutem komunikacji publicznej, przedmieścia zaczęły się gwałtownie rozrastać, ponieważ ich naturalna bariera – dystans pieszy – przestała się liczyć.

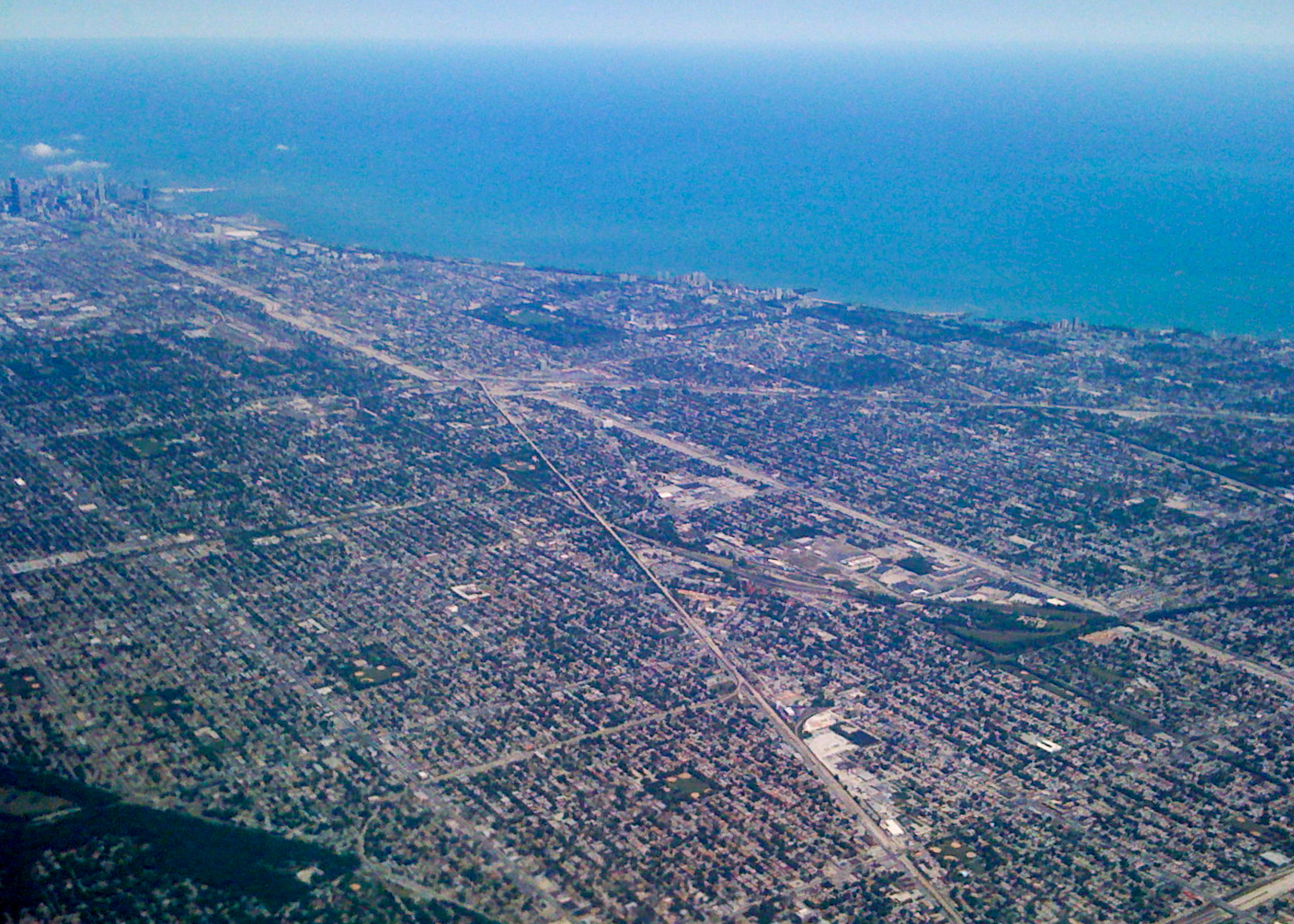
Obszar metropolitalny Chicago, zwany „Chicagoland”, przykład eksurbanizacji

Starożytny rzymski standard dróg o szerokości 15 stóp zmienił się w wielopasmowe arterie z wielopoziomowymi węzłami o powierzchniach 15–17 ha. Infrastruktura samochodowa ze swoją terenochłonnością wymaga ponad trzykrotnie większych powierzchni parkingowych od każdego budynku, w którym gromadzą się ludzie i każda budowla rozwleka się w wielkie połacie oddzielone od sąsiednich parkingiem, a ze względu na wymuszone przez parkingi kilkakrotne zwiększenie dystansów pomiędzy budynkami, chodzenie pieszo traci sens. Transport publiczny w takim rozrzedzeniu gęstości zaludnienia (14 osób na hektar) nie ma podstaw ekonomicznych.

## Zapobieganie zjawisku
Z tego względu, że eksurbanizacja jest oceniana negatywnie ze względu na wyższe koszty mediów (kanalizacji, gazu itp.) dla mieszkańców, niższe podatki z infrastruktury miejskiej, która ustępuje inwestycjom związanym z motoryzacją oraz izolację mieszkańców od instytucji kultury, od lat 30. XX wieku podejmuje się różnorodne działania hamujące te procesy. W Belgii, Francji i Niemczech ograniczono wielkość podmiejskich „kompleksów handlowo-usługowych”, zapobiegając tworzeniu osad wokół nich. W Wielkiej Brytanii  i Kanadzie otoczono Londyn i Ottawę pasami zieleni, nie zezwalając na tworzenie w tych pasach zabudowy. W amerykańskim Portland ograniczono zjawisko poprzez kontrolę cen domów oraz zwiększanie gęstości zabudowy.

### Strategie przeciwdziałania eksurbanizacji
- inteligentny wzrost – planowanie zwartej zabudowy, integrowanie transportu publicznego oraz organizowanie możliwości poruszania się przez rowerzystów i pieszych w centrach miast, dla zwiększenia atrakcyjności centrów;
- nowy urbanizm – działania na rzecz ochrony środowiska przyrodniczego oraz dziedzictwa kulturowego, a także na rzecz rewaloryzacji centrów miejskich i przekształcania rozproszonych, izolowanych przedmieść we wspólnoty sąsiedzkie, celem stworzenia przyjaznej człowiekowi przestrzeni[6].

## Eksurbanizacja w popkulturze
- W fikcyjnej Trylogii Ciągu autorstwa Williama Gibsona the Sprawl jest slangowym określeniem oznaczającym całe Wschodnie Wybrzeże USA. W przyszłości, według Gibsona, teren miasta Nowy Jork połączył się z innymi miastami wschodniego wybrzeża – od Massachusetts po Florydę. Oficjalna nazwa tego obszaru to BAMA (the Boston-Atlanta Metropolitan Axis – Oś metropolitarna Boston-Atlanta).
- W fikcyjnym uniwersum cyberpunkowo-fantasy Shadowruna, sprawl jest użyty jako synonim dużego miasta.
- Kanadyjski indierockowy zespół Arcade Fire porusza problem eksurbanizacji na dwóch piosenkach – „Sprawl I (Flatland)” oraz „Sprawl II (Mountains Beyond Mountains)” – które zostały wydane na płycie The Suburbs.
- Jedna z tancerek w filmie Striptease (1996) Andrew Bergmana, nosi pseudonim artystyczny „Urbanna Sprawl”[7].